# 蓬头彼得
《蓬头彼得》（德語：Der Struwwelpeter）是由德国医师海因里希·霍夫曼于1845年创作的童话故事书，由十个配有插图的故事组成，在文辞方面带有押韵。每个故事都有明确的寓意，以夸张的方式展示了儿童若行使不当行为所导致的后果。本书书名《蓬头彼得》源自书籍的第一个故事，主人公名为彼得。该书也是最早的儿童读物之一，其以书籍形式将视觉和语言叙述相结合，因此也被视作漫画书的前身作品。现今针对该书的研究有认为是各种不同程度的儿童精神疾病的隐喻。